# Spitrasaurus

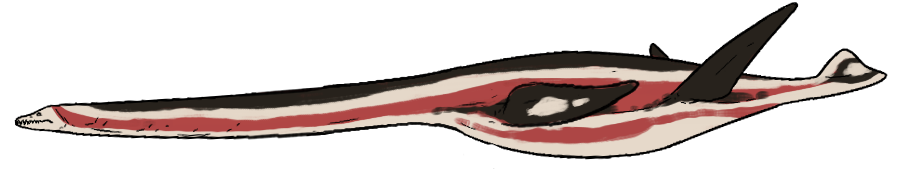
Spitrasaurus wensaasi

Spitrasaurus is een geslacht van de Plesiosauria dat tijdens de late Jura leefde in het gebied van het huidige Spitsbergen. Er zijn twee soorten benoemd: Spitrasaurus wensaasi en Spitrasaurus larseni.

## Vondst en naamgeving
Studenten van UNIS, het universiteitscentrum van Svalbard, vonden in 2004 op de noordelijke helling van de Janusfjellet, een berg in het midden van het eiland Spitsbergen, een skelet van een plesiosauriër. Het werd dat jaar geborgen door teams van de Universiteit van Oslo en PalVenn, de vereniging van vrienden van het paleontologisch museum van Oslo. Het skelet werd geprepareerd door May-Liss Knudsen Funke. In 2010 werd in een elf meter diepere laag van dezelfde helling een tweede skelet, ten dele meer volledig, gevonden.
In 2012 werd het geslacht Spitrasaurus benoemd door Espen Magnus Knutsen, Patrick Scott Druckenmiller en Jørn Harald Hurum. De geslachtsnaam is afgeleid van Spitra, de afkorting voor Spitsbergen Travel, een van de sponsors van de opgraving. 
Er werden twee soorten benoemd. De typesoort is Spitrasaurus wensaasi, gebaseerd op het holotype PMO 219.718, het in 2004 gevonden skelet. De soortaanduiding eert Tommy Wensås, een student die als vrijwilliger bij de opgravingen betrokken was. Het holotype bestaat uit een skelet zonder schedel. Het bestaat uit een reeks wervels waaronder alle zestig halwervels, drie borstwervels en de eerste twaalf ruggenwervels, nekribben, ribben, de schoudergordel, de voorvinnen en de rechterachtervin. Het skelet ligt in anatomisch verband. Het betreft een jong dier.
De tweede soort is Spitrasaurus larseni, gebaseerd op holotype SVb 1450, het in 2010 gevonden skelet. De soortaanduiding eert Stig Larsen, eveneens een vrijwilliger. Het holotype bestaat uit een skelet met schedel. Het bestaat uit het basioccipitale, rechterquadratum en rechtersquamosum, de onderkaken, tanden, de eerste eenendertig halswervels en de linkervin. Het ligt ten dele niet in verband. Het betreft een jong dier.
Sommige oude vondsten uit de Kimmeridge Clay van Engeland, waaronder MANCH LL 5519, zijn in 2014 toegewezen aan een Spitrasaurus sp.

## Beschrijving

### Grootte
De holotypen zijn ruim drie meter lang. Dit zijn echter jonge dieren; de volwassen lengte is onzeker.

### Onderscheidende kenmerken

#### Kenmerken van het geslacht
De beschrijvers stelden een aantal onderscheidende kenmerken vast van het geslacht als zodanig, ten opzichte van de Cryptoclididae. Sommige zijn autapomorfieën, unieke afgeleide eigenschappen. Er zijn zestig halswervels tegenover zevenenveertig bij de vorige cryptoclidide recordhouder, Muraenosaurus. De gewrichtsfacetten van de halswervels zijn licht hol tot plat in plaats van sterk hol. De halswervels tonen een opvallende zijrichel. De doornuitsteeksels van de halswervels zijn naar achteren verschoven zodat hun midden boven de achterrand van het voetstuk van de wervelboog ligt.
Verder is er een unieke combinatie van op zich niet unieke kenmerken. De voorste gewrichtsuitsteeksels zijn over hun hele lengte onderaan over hun middenlijn vergroeid. De achterste gewrichtsuitsteeksels zijn over hun hele lengte onderaan over hun middenlijn vergroeid, behalve bij de allerachterste halswervels. De doornuitsteekels zijn vrij kort, 20% hoger dan breed in zijaanzicht. Het opperarmbeen is ongeveer even lang als het dijbeen. Bij de onderarm en het onderbeen zijn er drie elementen in plaats van twee en er is een kolom van drie of meer extra verbeningen aan de voorzijde die ontspruiten tussen de rijen van de onderarm en de pols. De hoofdbeenderen van de onderarm en het onderbeen zijn breder dan lang. De ellepijp is driehoekig met evenlange distale facetten.

#### KenmerkenS. waaseni
Tegelijkertijd werd een aantal kenmerken aangegeven waarin S. waaseni zich onderscheidt. Het aantal van zestig halswervels kon alleen bij die soort vastgesteld worden en het is dus een autapomorfie van die soort. Hetzelfde geldt voor de licht holle kromming van de gewrichtsfacetten. Daarnaast is er een aantal kenmerken waarin de soort zich onderscheidt van S. larseni. De wervellichamen van de halswervels zijn langer dan hoog in zijaanzicht en breder dan hoog in vooraanzicht in plaats van even lang als hoog. De wervellichamen van de halswervels hebben een kiel op de onderzijde die naar achteren in de reeks wervels lager wordt, welke kiel bij S. larseni geheel ontbreekt. De wervelbogen van de achterste halswervels hebben twee driehoekige inzinkingen net onder de achterste gewrichtsuitsteeksels; deze ontbreken geheel bij S. larseni. De ribfacetten op de halswervels zijn langwerpig en opvallend ruitvormig in plaats van ovaal. De nekribben missen aan hun uiteinde een naar voren uitstekende tak die wel aanwezig is bij S. larseni.

#### KenmerkenS. larseni
Behalve bovenstaande verschillen toont S. larseni een unieke combinatie van op zich niet unieke kenmerken. De achterhoofdsknobbel wordt van het basioccipitale gescheiden door een doorlopende verheven rand. De bovenrand van het quadratum is onder een hoek van 70° naar binnen en beneden gericht. De tak van het quadratum naar het pterygoïde is naar voren gericht onder een haakse hoek relatief ten opzichte van een lijn die overdwars door de condyle van het quadratum getrokken is. De buitenste condyle van het quadratum is groter dan de binnenste in plaats van andersom. De onderkaken zijn lichtgebouwd met minstens eenendertig tanden in ieder dentarium. De symfyse van de onderkaken draagt een tot twee tanden. Het retroarticulair uitsteeksel is ongeveer tweeënhalf maal langer dan verticaal hoog met een continue verticale hoogte. Het retroarticulair uitsteeksel is onder een hoek van 35° met de lange as van de onderkaakstak naar boven gebogen. De tanden zijn extreem slank en ovaal in dwarsdoorsnede met talrijke dunne lengterichels in het glazuur op zowel de buitenkant als de binnenkant.

### Skelet
De schedel van Spitrasaurus lijkt het meest op die van Kimmerosaurus. Spitrasaurus heeft met zijn zestig halswervels een relatief langere nek dan welke andere plesiosauriër uit de Jura dan ook. De nek lijkt op die van Muraenosaurus, met name door de brede wervels met zijrichels. Ook de schoudergordel heeft overeenkomsten doordat de sleutelbeenderen lijken te ontbreken; dat kan echter komen doordat die bij de jonge dieren nog niet verbeend waren.

## Fylogenie
In 2012 werd getwijfeld over de precieze plaatsing van Spitrasaurus. De lange nek lijkt te wijzen op een verwantschap met de Elasmosauridae uit het Krijt, maar andere kenmerken en de ouderdom duiden op een behoren tot de Cryptoclididae. In 2014 werd daar voor gekozen en dan met name de Colymbosaurinae.